# アリアーナ・エンジニア
アリアーナ・エンジニア（Aryana Engineer, 2001年3月6日 - ）は、カナダの元女優。2009年公開のホラー映画「エスター」で少女マックス役として、ヴェラ・ファーミガ（Vera Farmiga）と共演しデビューした。

## 経歴
2001年3月6日、ブリティッシュコロンビア州バンクーバーで、イラン・スコットランド系の家系に生まれる。生まれつき難聴を患っている。
2007年、母親と手話を使っているところを目撃され、隣人でタレントエージェントのブレンダ・キャンベルによって、「エスター」で６歳の少女、マキシン・マックス・コールマン役として、ブロンドヘアーの手話が出来る少女を探していたプロデューサーに推薦された。「エスター」の作中原稿ではマックス・コールマンは信じられないほど可愛いと述べられてた。
2009年の映画『エスター』で、自身と同じ難聴者のマックス・コールマン役でデビュー。
また、『バイオハザードV リトリビューション』でも同じく難聴の障害を持つアリスの娘として出演している。

## フィルモグラフィ
- エスター Orphan (2009)
- バイオハザードV リトリビューション Resident Evil: Retribution (2012)

### コマーシャル
- バンクーバーオリンピック (2010)